# Chicago Motocycle Company
Chicago Motocycle Company war ein US-amerikanischer Hersteller von Automobilen.

## Unternehmensgeschichte
Charles Dickinson (auch Dickenson geschrieben), L. F. Douglass (auch Douglas geschrieben) und Henry B. Babson gründeten Ende 1898 das Unternehmen. Der Sitz war in Chicago in Illinois. Die Produktion von Automobilen mit Ottomotoren, Elektromotoren und Dampfmotoren wurde angekündigt, aber zunächst nicht umgesetzt. Bis 1902 war das Unternehmen nur als Werkstatt aktiv. Dann entstanden Automobile. Der Markenname lautete zunächst Chicago, von 1903 bis 1904 Caloric und 1905 Fostler. Im August 1904 kam es zum Zusammenschluss mit der Auto Motor Cycle Company.  1905 endete die Fahrzeugproduktion. Stattdessen entstanden nun Bootsmotoren. Als Werkstatt existierte das Unternehmen noch einige Zeit.

## Fahrzeuge

### Markenname Chicago
Ein Zweizylindermotor trieb das einzige Modell an. Eine Abbildung zeigt einen offenen Zweisitzer mit Verdeck.

### Markenname Caloric

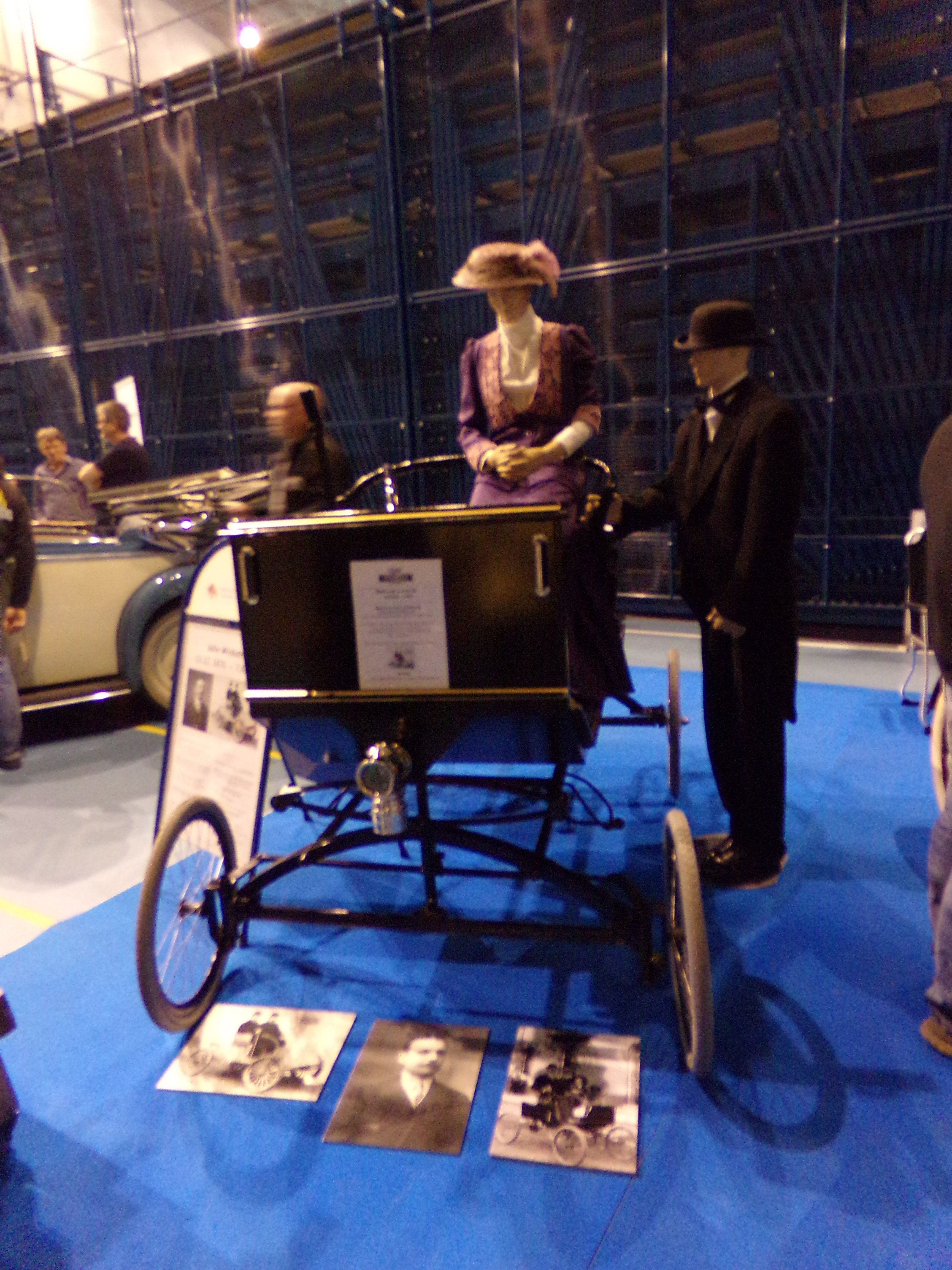
Caloric 1

Das Sortiment umfasste drei Modelle. Zwei davon hatten einen Zweizylindermotor, der wahlweise 4,5 PS oder 6,5 PS leistete. Das Fahrgestell hatte 168 cm Radstand. Die Fahrzeuge waren als Runabout karosseriert. Außerdem gab es ein Coupé mit einem Dreizylindermotor, der 9 PS leistete.

### Markenname Fostler
Das Modell wurde im Januar 1905 auf der Chicago Automobile Show präsentiert. Dies war ein gewöhnlicher Runabout. Ein Einzylindermotor war vorne im Fahrzeug montiert und trieb über ein Zweigang-Umlaufrädergetriebe und eine Kette die Hinterachse an. Eine Quelle sieht die Möglichkeit, dass der Markenname vom Auftraggeber gewählt war.

## Modellübersicht
| Jahr      | Marke   | Modell | Zylinder | Leistung (PS) | Radstand (cm) | Aufbau     |
| --------- | ------- | ------ | -------- | ------------- | ------------- | ---------- |
| 1902      | Chicago |        | 2        |               |               | Zweisitzer |
| 1903–1904 | Caloric | 4 ½ HP | 2        | 4,5           | 168           | Runabout   |
| 1903–1904 | Caloric | 6 ½ HP | 2        | 6,5           | 168           | Runabout   |
| 1903–1904 | Caloric | 9 HP   | 3        | 9             |               | Coupé      |
| 1905      | Fostler |        | 1        |               |               | Runabout   |